# Novioregum
Novioregum est un vicus gallo-romain appartenant à la Civitas Santonum, la cité des Santons. Elle atteint son apogée au IIe siècle ap. J.-C. mais, dès le IVe siècle ou Ve siècle, la ville est désertée et l'on perd durablement sa trace.
Sa localisation donne lieu à de nombreuses hypothèses, cependant le site du Fâ, à Barzan, en Charente-Maritime, est aujourd'hui privilégié.

## Une localisation incertaine

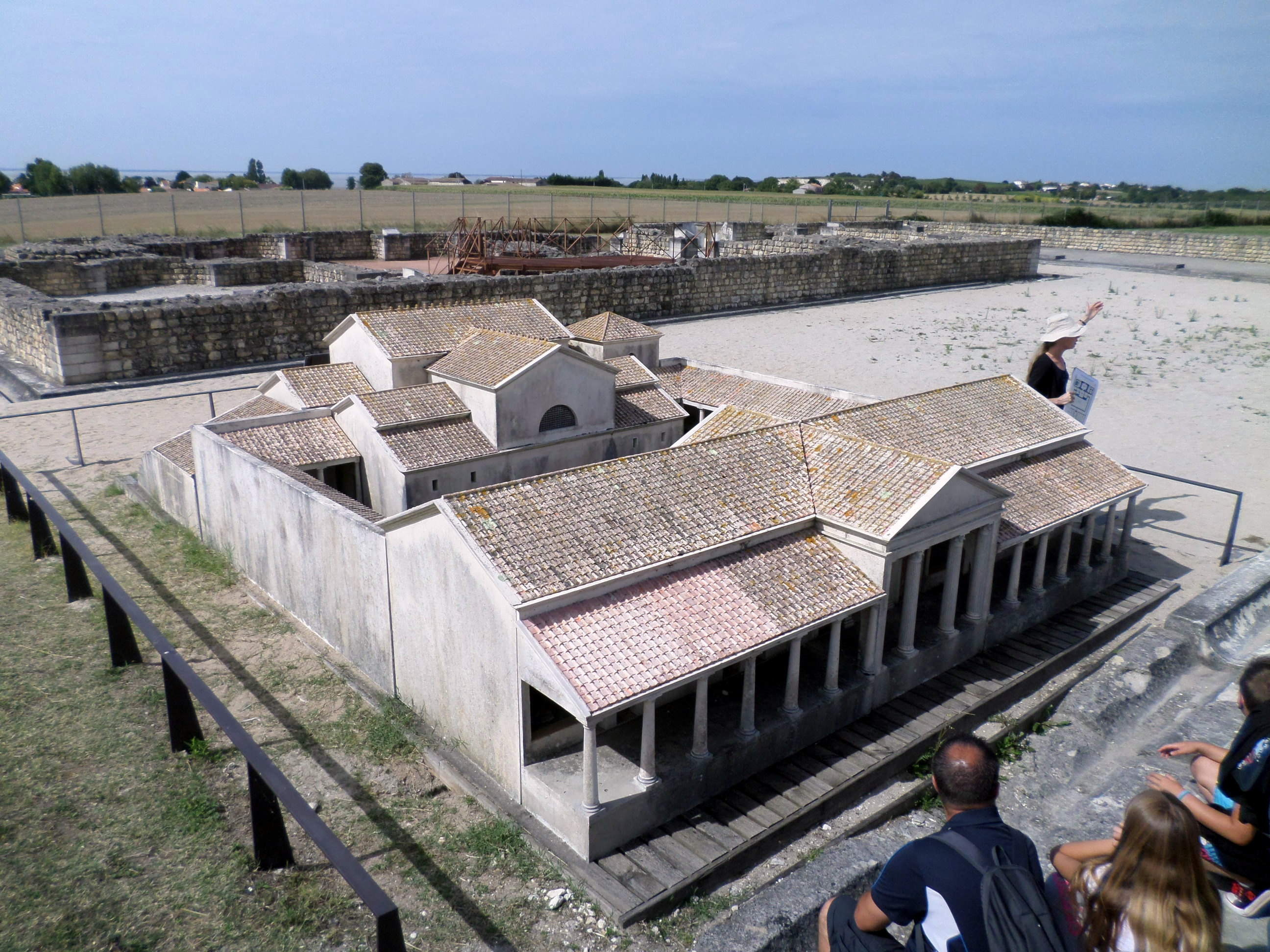
Maquette, située à l'emplacement de la palestre des thermes, représentant les thermes tels qu'ils devaient apparaître au IIe siècle. Les pièces d'eau sont visibles en arrière-plan.

L'Itinéraire d'Antonin, de Bordeaux à Autun, (Itinerarium Antonini - Item a Burdigala Augustodunum mpm CCLXXIIII sic Blauto mpm XVIIII Tamnum mpm XVI Novioregum mpm XII Mediolanum Santonum mpm XV Aunedonnacum mpm XVI…) situe Blaye à 18 milles romains de Bordeaux, Tamnum à 16 milles romains de Blaye, Novioregum à 12 milles romains de Tamnum et Saintes à 15 milles romains de Novioregum.
Novioregum pourrait également être le Portus Santonum, le port des Santons, à proximité du Promontorium Santonum, décrit par Ptolémée. Le port des Santons constituait un point de débarquement pour les bateaux de haute mer, pouvant être un lieu de négoce avec la Marseille grecque (via la Garonne) sur l'une des routes de l'étain (latin stannum) venant de Grande-Bretagne.
La Table de Peutinger ne mentionne pas Novioregum  entre Lamnu (sic) et Mediolano Sancon (sic), sans doute du fait de l'abandon du site de Novioregum au moment de l'édition (ou de la correction) de la carte.
Durant plusieurs siècles, la localisation précise de Novioregum resta un mystère. D'aucuns situèrent l'antique cité à Royan, du fait de la ressemblance apparente du nom de Royan avec (Novio) Regum. D'autres, comme le célèbre érudit local Léon Massiou, étaient enclins à la situer dans la presqu'île d'Arvert.

### Hypothèses de la localisation deNovioregumau cours de l'histoire
- Royan : selon Jean-Baptiste Bourguignon d'Anville[4], géographe français né en 1697
- Sablonceaux, Terrier de Toulon : selon De la Sauvagère[5] et Fleury en 1770
- Presqu'ile d'Arvert selon Léon Massiou, en 1912[6]
- Site gallo-romain de Barzan selon Auguste Lacurie (dès 1844) et Jacques Dassié.

Dès 1844, plusieurs érudits locaux, tels l'abbé Auguste Lacurie, tendent à penser que les ruines de Barzan seraient en fait l'antique cité de Novioregum. Il faudra cependant attendre les campagnes de prospections aériennes de Jacques Dassié, en 1975, pour que cette hypothèse devienne prédominante.
Selon Jacques Dassié, la métrique utilisée sur l'Itinéraire d'Antonin ne serait pas le mille romain mesurant environ 1 482 mètres (millia passum soit 1000 doubles pas), mais en réalité la grande lieue gauloise mesurant environ 2 450 mètres.
Sa théorie permet de situer Tamnum à Consac, et Novioregum sur le site gallo-romain de Barzan, situé entre les villages de Barzan, de Talmont-sur-Gironde et d'Arces-sur-Gironde.

## La redécouverte deNovioregum
Si la présence de ruines antiques à Barzan est connue depuis plusieurs siècles (l'ingénieur royal Claude Masse, en poste en Aunis et Saintonge entre 1694 et 1715, note leur présence), leur importance est longtemps sous-estimée.

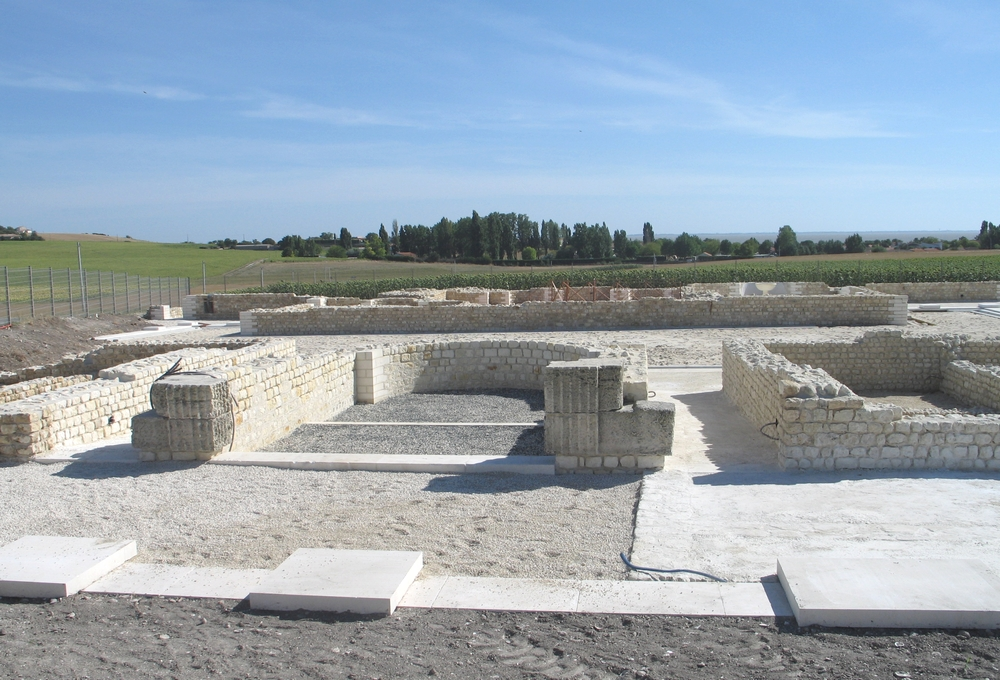
Les thermes du site gallo-romain de Barzan

Le premier à entrevoir leur importance est l'abbé Auguste Lacurie, secrétaire de la Société Archéologique de Saintes à la fin du XIXe siècle. En 1844, il émet l'hypothèse que les ruines visibles à Barzan pourraient bien être la ville antique de Novioregum. Cependant, plusieurs personnalités importantes dans le domaine de l'archéologie, tel Léon Massiou, contesteront cette hypothèse, notamment dans un ouvrage paru en 1924. Quelques années plus tard pourtant, de nouveaux vestiges sont découverts. Outre le temple et le théâtre, connus depuis les descriptions de Claude Masse, on exhume les vestiges d'un aqueduc, puis de thermes, confirmant la présence d'une cité de quelque importance à cet emplacement.
Cependant c'est en 1975 que les prospections aériennes de Jacques Dassié révèleront l'ampleur du site, s'étendant sur près de 140 hectares. Jacques Dassié écrira : « Nos premiers clichés de prospection aérienne remontent à 1962. Ils ne révélèrent rien de décisif ou d’interprétable comme gallo-romain, en dehors des superstructures existantes. Il fallut attendre fin juin 1975, pour que la conjonction des conditions de cultures et d’une météorologie très favorables, apporte les résultats spectaculaires. Au début de l’été, le jaunissement des céréales fut particulièrement révélateur et tous les grands pôles d’une ville apparurent ».
De fait, comme l'indique également Jacques Dassié, « L'identification de Barzan avec ce site paraît donc la plus probable. La validation totale de l'hypothèse est, bien entendu, à attendre de découvertes épigraphiques ultérieures, en fouille ou en prospection. »

## Les voies romaines autour deNovioregum
Selon Jacques Dassié (2003), le port de Novioregum - Barzan était relié au réseau routier antique :
- Novioregum communiquait vers l'est par Mediolanum Santonum - Saintes, Germanicomagnus - Théâtre gallo-romain des Bouchauds, Cassinomagus - Chassenon et Augustoritum - Limoges ; et au-delà vers Lyon : il s'agit de la Via Agrippa.
- Novioregum communiquait également vers l'est par Mediolanum Santonum - Saintes, Condate - Merpins, Sarrum - ?  et Vesunna - Périgueux, et au-delà vers Rome par Rodez : il s'agit du chemin Boisné.
- Novioregum communiquait vers le sud par Tamnum - Consac, Blavia - Blaye et Burdigala - Bordeaux ; et au-delà vers Agen et Toulouse.
- Novioregum communiquait vers le nord-nord-est par Mediolanum Santonum - Saintes, Aunedonnacum - Aulnay-de-Saintonge, Brigiosum - Brioux-sur-Boutonne, Rauranum - Rom (Deux-Sèvres) et Limonum - Poitiers ; et au-delà vers Tours, Le Mans, Lisieux et Rouen.

## Vestiges

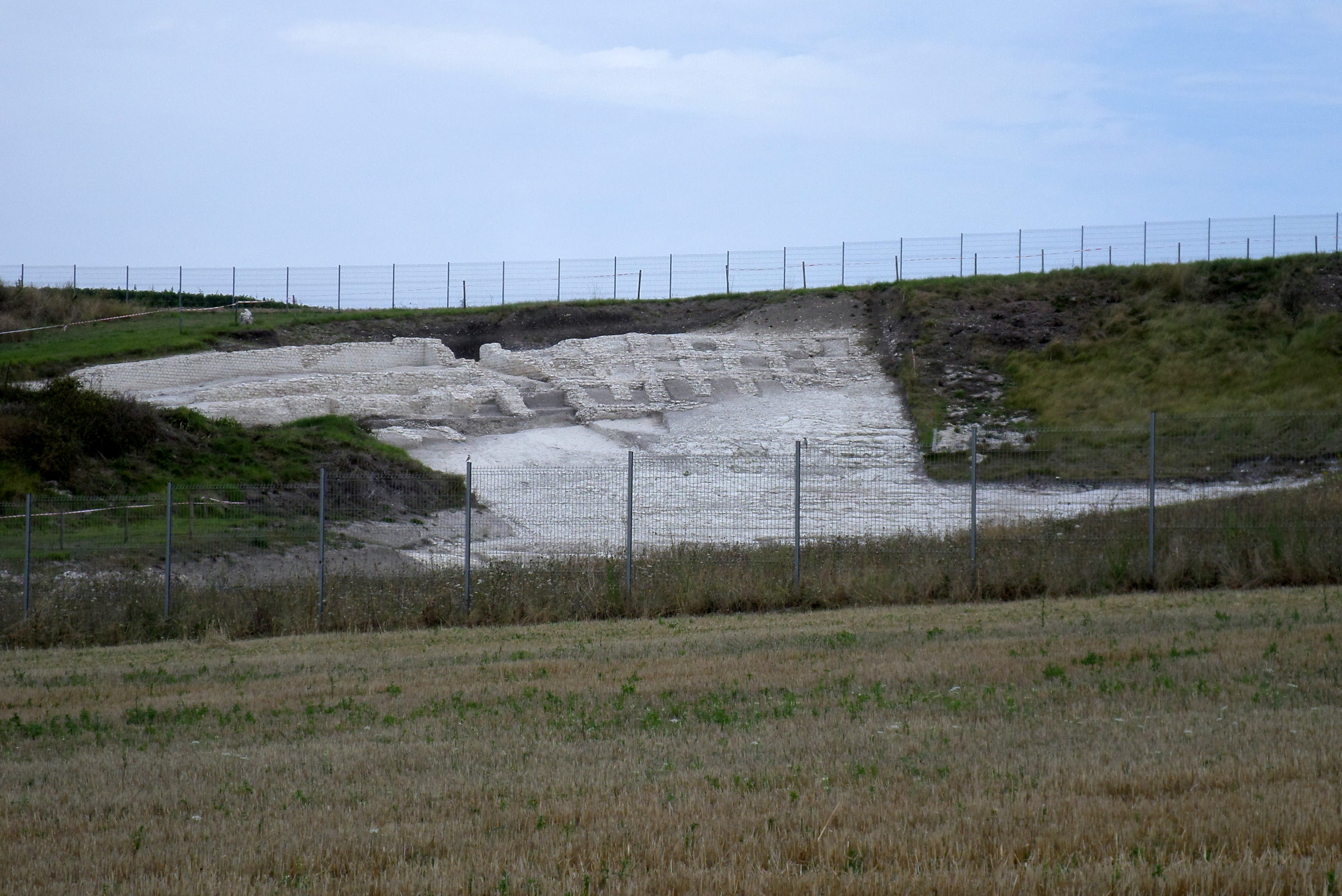
Les vestiges du théâtre gallo-romain de Barzan en 2015

Les fouilles archéologiques effectuées par l'association ASSA Barzan (commencées en 1994 et toujours en cours) ont permis d'exhumer les vestiges d'une ville portuaire fondée par les Celtes santones, et agrandie au cours des deux premiers siècles de notre ère. Cette ville était probablement un comptoir commercial, ou emporium.
Les premières constructions importantes furent probablement édifiées sous les Flaviens (de 69 à 96), comme l'attestent des restes de statues ainsi que plusieurs chapiteaux corinthiens datant de cette époque, retrouvés sur le site. Néanmoins, la ville semble avoir connu son âge d'or vers le IIe siècle de notre ère, sous le règne des Antonins. La ville se pare alors de monuments importants : 
- Théâtre,
- Port,
- Horrea (entrepôts),
- Temples,
- Thermes agrandis au IIe siècle,
- avenues…

La ville, prospère, est signalée par l'Itinéraire d'Antonin, publié au IIIe siècle de notre ère, sous le règne de l'empereur Dioclétien. Cependant, la ville semble avoir été abandonnée au Ve siècle, probablement du fait de l'envasement de son port, phénomène récurrent dans la région.

## Les sources historiques
- Ptolémée, Géographie
- Strabon, Géographie, IV, 11.
- Itinéraire d'Antonin de Burdigala (Bordeaux) à Augustodunum (Autun).
- Table de Peutinger, Pars I (Segmentum I), Hofbibliothek, Vienne.
- Jacques Dassié, 1975.